# توشي ريغون
توشي ريغون (بالإنجليزية: Toshi Reagon)‏ (ولدت في 27 من شهر يناير عام 1964) موسيقية أمريكية بأساليب موسيقية متنوعة وهي الشعبية، البلوز، الإنجيل، الروك، الفانك، موسيقى النساء، وهي أيضًا ملحنة ومنتجة وقيمة فنية.

## حياتها
ولدت في 27 يناير 1964 في أتلانتا جورجيا وترعرعت في واشنطن العاصمة، وكان والديها موسيقيان وناشطين في حركات الحقوق المدنية. والدتها (برنيس جونسون ريغون) قامت بتأسيس فرقة موسيقية تضم مجموعة من النساء الأمريكيات من أصل أفريقي من أكابيلا تسمى Sweet Honey in the Rock عام 1973, وكان لوالدتها أثر عميق عليها، أما والدها كورديل هال ريغون قائدًا لحركة الحقوق المدنية في ألباني (جورجيا) وعضو في لجنة التنسيق اللاعنفية للطلاب (SNCC), وكان والديها جزءًا من المجموعة الموسيقية للحقوق المدنية.The Freedom Singers
ريغون أيضًا انضمت في السبعينات إلى فرق موسيقة خاصة بالروك أند رول مثل Black Sabbath وKiss ، بالإضافة إلى موسيقيي البلوز الكلاسيكيين مثل Big Mama Thornton وHowlin 'Wolf وBig Bill Broonzy كتأثيرات موسيقية إضافية.

## مسارها المهني

### الفرق الموسيقية والعروض
بدأت ريغون الأداء في عمر سبعة عشر عامًا عندما دعاها Lenny Kravitz (ليني كرافتس) لأول جولة حول العالم. شاركت المسرح مع فناني الأداء مثل أني دي فرانكو (اني ديفرانسو) وإلفيس كوستيلو (اليفس كوستيلو) و Meshell Ndegeocello .
صدر أول ألبوم لريغون باسم «Justice» أي العدالة عام 1990 من خلال شركة تسجيلات Flying Fish Records ومنذ ذلك الوقت أصدرت العديد من الألبومات المنفردة بما في ذلك أحدث إصدار لها وهو SpiritLand في شهر ديسمبر في عام 2018.
فرقتها، BIGLovely ، تؤدي منذ سبتمبر 1996. اسم BIGLovely يأتي من مصطلح صديقة ريغون والذي كانت تستخدمه لمخاطبتها في الرسائل. تضم الفرقة Judith Casselberry على الغيتار الصوتي والغناء،Robert "Chicken" Burke على الطبول، Fred Cass, Jr. على غيتار الباس، Adam Widoff على الغيتار الكهربائي، Adam Widoff على الماندولين والغناء. تضم أيضًأ en Leigh, Ann Klein, Debbie Robinson, Allison Miller, Kismet Lyles and Stephanie McKay كبدلاء.
Parable of the Sower Opera
في 26 من شهر أبريل عام 2019 في أوبرا الروك التي تسمى Parable of the Sower المبنية حسب رواية Octavia Butler
والتي تم تأديتها في قاعة أوشوغنيسي في سانت بول، مينيسوتا. تضمن الأداء، تأليف وكتابة ريغون ووالدتها Bernice Reagon ، وإخراج Eric Ting ، أكثر من 20 مغنيًا وممثلًا وموسيقيًا. كانت ريغون من أشد المعجبين بأعمال Octavia Butler ، وقد أدت موضوعاتها عن Afrofuturism والمناخات السياسية المماثلة بشكل غريب إلى قيام ريغون بإنشاء الأوبرا. فيما يتعلق بالاختلافات بين الرواية والأوبرا، ريغون قالت:
«كان علينا أن نجعل الأوبرا مختلفة لأن الكتاب ضخم. أردنا أن نركز على فكرة مجتمعين: أحدهما الذي ولدت فيه والذي يأسرك. والثاني هو مجتمع غير معروف تجده ويجدك. اعتقدنا أنه يجب أن يبدأ مع هذا المجتمع الحميم المعروف ثم يروي القصة من خلال جلب المسرح والجمهور بالكامل إلى هذا المجتمع. لهذا السبب تضيء الأضواء في بداية العرض. أردنا أن يختبر الجمهور مساحة مريحة ثم تجربة مشاهدة الأشياء تصبح غير مريحة. قررنا إظهار مدى هشاشتنا عندما نتمسك بشيء عندما يحين وقت التغيير.»
تقدمت توشي ريغون ل«أوبرا جماعية» لأول مرة في عام 2015 في كل من المسرح العام في مهرجان Under the Radar وفي مركز الفنون في جامعة نيويورك في أبوظبي (NYUAD) في عام 2017.

## ديسكوغرافي
الاستوديو وألالبومات المباشرة:
- 1990 Justice, Flying Fish Records
- 1994 The Rejected Stone, PRO-MAMMA LP's
- 1997 Kindness, Smithsonian Folkways
- 1999 The Righteous Ones, Razor and Tie
- 2001 Africans in America Soundtrack w/Bernice Johnson Reagon, Various artists. Ryco
- 2002 TOSHI, Razor and Tie
- 2004 I Be Your Water, limited self-release
- 2005 Have You Heard, Righteous Babe Records
- 2008 Until We’re Done, self-release
- 2009 Lava: We Become, self-release
- 2010 There and Back Again, self-release
- 2018 SpirtLand, self release

### البومات جماعية
- Shout Sister Shout, a tribute to Sister Rosetta Thorpe and Respond II
- Dreaming Wide Awake, ليز رايت  [لغات أخرى]‏ with Toshi Reagon: Vocals
- Real Music, Chocolate Genius with Toshi Reagon: Vocals
- Raise Your Voice, Sweet Honey In The Rock collaboration with Toshi Reagon and BIGLovely
- Africans In America, Rycodisc, Toshi Reagon: Musician, Composer and Associate Producer
- The Temptation of Saint Anthony
- Every Mother Counts Starbucks

### الإنتاج
- The Temptation of Saint Anthony Studio Cast Recording, Songtalk Music, 2006
- Sweet Honey in the Rock: The Women Gather, 30th Anniversary, Earthbeat Records, 2003
- Sweet Honey in the Rock: Sacred Ground, Earthbeat Records, 1995. Co-produced with Bernice Johnson Reagon
- Sweet Honey in the Rock: In This Land, Earthbeat Records, 1992. Co-produced with Bernice Johnson Reagon

She also appeared on the TV show كلمة إل in the last episode of the fourth season, where she sings a song on the beach at Tasha's party.

## الجوائز والاعترافات
نالت توشي ريغون العديد من الجوائز منها:
- زميل مؤسسة فورد لفن التغييير 2015.
- جائزة out music 2009.
- جائزة Black Lily لعام 2007 للأداء المتميز.
- جائزة مؤسسة نيويورك للفنون 2004 للتأليف الموسيقي.

## حياتها الشخصية
ريغون هي حفيدة المغني الشعبي Pete Seeger وتمت تسميتها على اسم زوجته Toshi Seeger.
تعيش توشي ريغون في مدينة بروكلين ، في مدينة نيويورك في الولايات المتحدة الامريكية وتوشي ريغون شاذة جنسيًا تعيش مع شريكتها وابنتهما المتبنية.